# 3603-as mellékút (Magyarország)
A 3603-as számú mellékút egy valamivel kevesebb, mint 8 kilométeres hosszúságú, négy számjegyű mellékút Borsod-Abaúj-Zemplén vármegye déli részén; Mályit köti össze Kistokajon át Sajópetrivel.

## Nyomvonala
Kistokaj és Mályi határvonalán ágazik ki a 3-as főútból, annak a 176+050-es kilométerszelvénye közelében, kelet-északkelet felé. Első fél kilométerén, a határvonal közelében húzódva elhalad Mályi lakott területének északi peremén, majd nagyjából 600 méter után teljesen kistokaji területre ér. 1,2 kilométer után szintben keresztezi a Budapest–Sátoraljaújhely-vasútvonalat, Kistokaj megállóhely térségének északi szélénél, 1,7 kilométer után pedig eléri a belterület déli szélét. Kevéssel ezután átszeli a Hejőt, majd északnak fordul és a Béke utca nevet veszi fel. A 2+650-es kilométerszelvénye közelében beletorkollik észak felől a Miskolctól idáig húzódó 3604-es út, ugyanott keletnek fordul és Sajópetri utca néven halad tovább a belterület széléig, amit körülbelül a 3+250-es kilométerszelvénye táján ér el.
3,8 kilométer megtétele után átlép Sajópetri határai közé, s a negyedik kilométerét elérve már ott keresztezi az M30-as autópálya nyomvonalát – felüljárón, csomóponttal. Sajópetri első házait 6,1 kilométer megtétele után éri el, ott már délkeleti irányt követve; a belterületen a Dózsa György út nevet viseli. Ettől kezdve szinte az utolsó métereiig lakott területen halad, a falu legkeletibb házait elhagyva ér véget, Sajópetri és Sajólád határvonalán, beletorkollva a 3606-os útba, kevéssel annak a 10. kilométere előtt.
Teljes hossza, az országos közutak térképes nyilvántartását szolgáló kira.kozut.hu adatbázisa szerint 7,812 kilométer.

## Települések az út mentén
- Mályi
- Kistokaj
- Sajópetri
- (Sajólád)